# جان مای‌هیل
جان مای‌هیل (انگلیسی: John Myhill؛ ۱۱ اوت ۱۹۲۳ – ۱۵ فوریهٔ ۱۹۸۷) یک دانشمند ریاضیدان اهل بریتانیا بود. او مدرک دکترای خود را در سال ۱۹۴۹ از دانشگاه هاروارد دریافت کرد. 
وی همچنین برنده جوایزی همچون کمک هزینه گوگنهایم شده است.